# Crateri da impatto sulla Terra

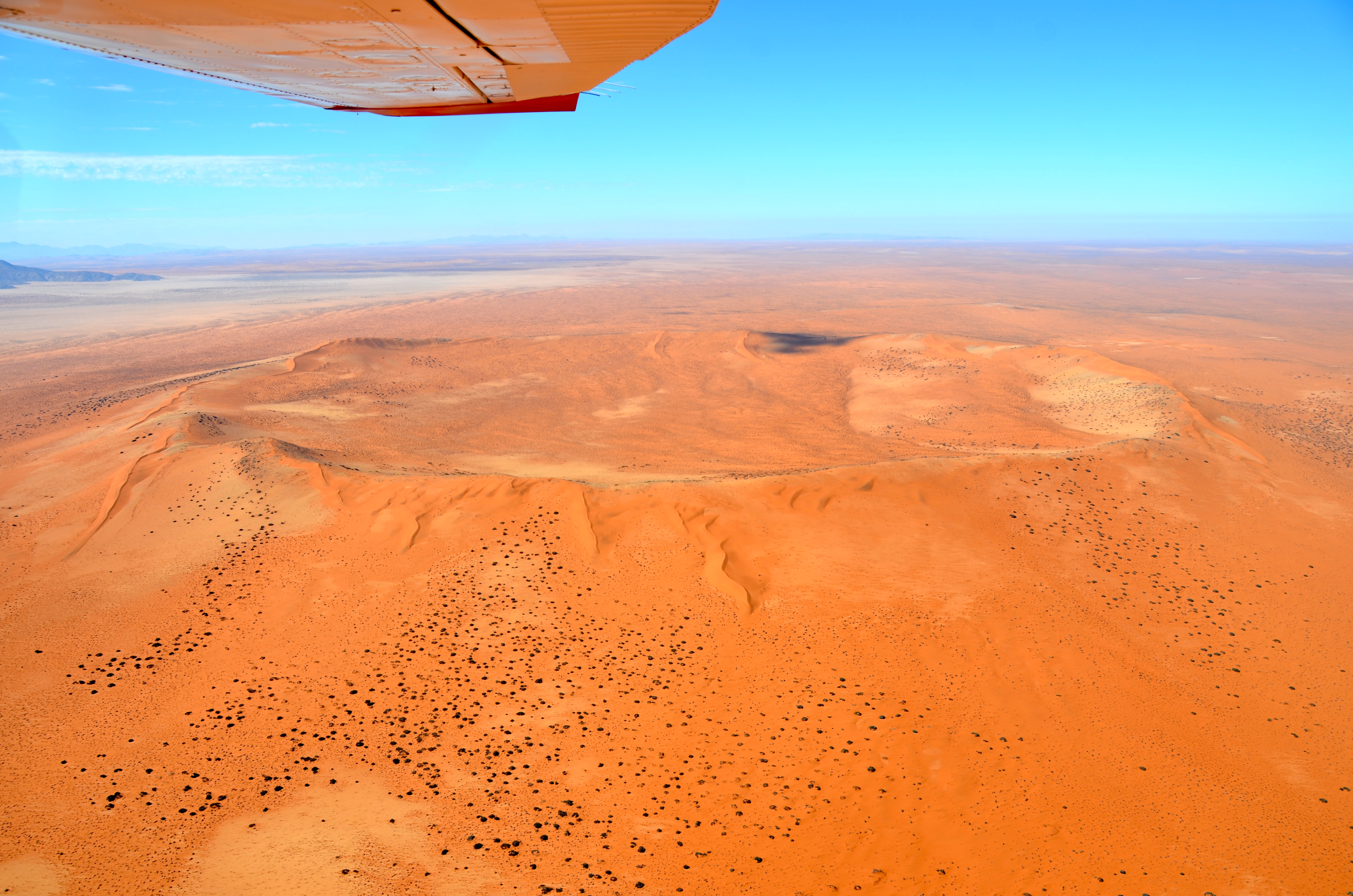
Cratere Roter Kamm in Namibia

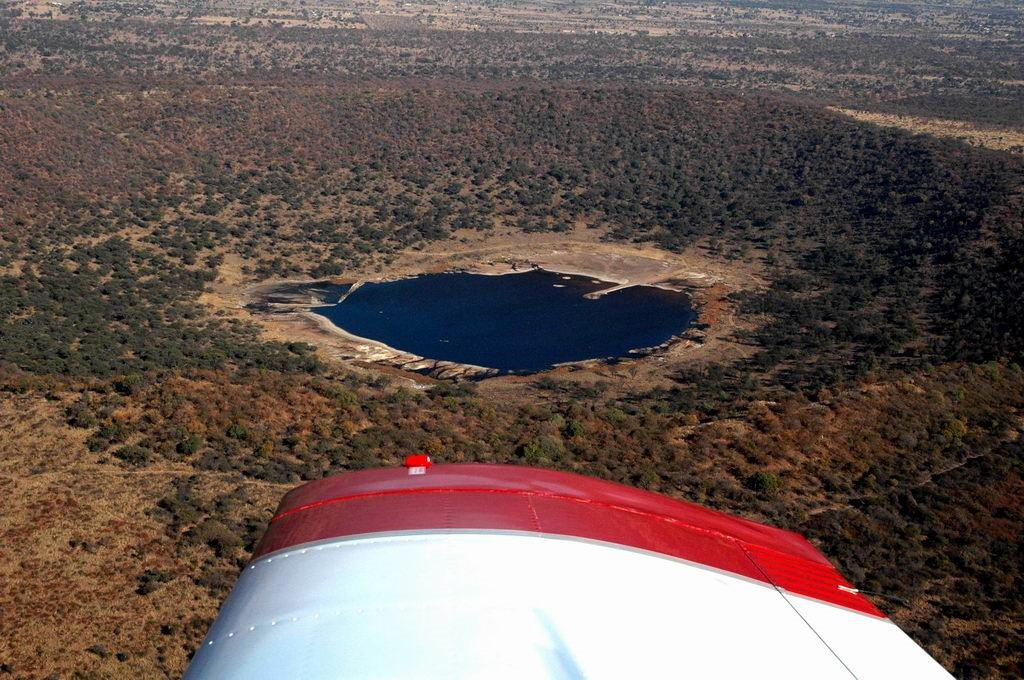
Tswaing cratere nord di Pretoria

Nell'immaginario comune si associa il cratere di origine meteorica a quelli lunari, visibili anche ad occhio nudo, o a quelli fotografati ed esplorati dalle missioni di esplorazione spaziale sui pianeti rocciosi del sistema solare, quali Marte e Mercurio, o sulla totalità dei satelliti che ruotano attorno ai pianeti gassosi. Durante la formazione di ogni sistema planetario esiste infatti un disco di accrescimento che tende ad agglomerarsi portando alla formazione di corpi celesti che a causa della loro crescente forza di gravità si comportano come degli aspirapolvere su scala planetaria e continuando ad attirare corpi dalle dimensioni che vanno dalla polvere ai piccoli asteroidi.
Solo i corpi planetari che hanno un'atmosfera sufficientemente densa, come la nostra Terra o Venere, o satelliti sufficientemente massicci da riuscire a mantenerla, come Titano, hanno una barriera naturale che li preserva da impatti con oggetti astronomici dalla massa contenuta.

## Crateri sulla Terra
Il nostro pianeta non è quindi immune dalla possibilità di attrarre oggetti di varie dimensioni, come tutti gli altri corpi del sistema solare, ma quello che lo preserva da impatti al suolo è la densità atmosferica, la quale creando attrito sulla superficie degli oggetti in caduta ne provoca l'evaporazione o l'esplosione come nel caso dei bolidi.
In un remoto passato, quando il sistema solare era più giovane e il numero di corpi minori tra i pianeti più elevato (e conseguentemente era più elevata la probabilità di un impatto), vi era anche un numero maggiore di oggetti di massa sufficientemente elevata da poter raggiungere la superficie terrestre nel caso di una collisione. Questi, produssero dei crateri da impatto analoghi a quelli visibili ancora oggi sugli altri corpi del sistema solare, privi di un'atmosfera o con un'atmosfera molto tenue. Con il progredire della tecnologia, anche grazie a quanto imparato nelle esplorazioni degli altri pianeti, si è potuto scoprire che i crateri da impatto terrestri, o quello che ne resta, sono più numerosi di quelli riconoscibili con la semplice osservazione visuale della morfologia della superficie terrestre.
La densità di crateri meteoritici facilmente riconoscibili come tali sul nostro pianeta è molto bassa. La Terra è apparentemente povera di crateri perché la sua superficie è continuamente rimodellata dalla orogenesi, dall'erosione idrica ed eolica, dalla tettonica a placche (che genera e distrugge rapidamente i fondali oceanici che costituiscono circa i due terzi della superficie del pianeta) e dalla sedimentazione detritica che copre, nascondendoli, i crateri. L'atmosfera terrestre è invece un efficace filtro che riduce enormemente le possibilità di formazione di crateri di dimensioni inferiori ai 100 metri.

## Lista dei crateri da impatto sulla Terra
I crateri sono elencati per zona geografica ed in ordine alfabetico.

### Africa
| Nome                           | Località                                                  | Diametro [km] | Età (milioni di anni) | Coordinate            |
| ------------------------------ | --------------------------------------------------------- | ------------- | --------------------- | --------------------- |
| Amguid                         | Algeria                                                   | 0,45          | < 0.1                 | 26°05′N 4°24′E        |
| Aorounga                       | Ciad                                                      | 12,6          | < 345                 | 19°06′N 19°15′E       |
| Aouelloul                      | Mauritania                                                | 0,39          | 30 ± 0,3              | 20°14′24″N 12°40′30″W |
| Cratere di Arkenu 1            | Libia                                                     | 6,8           | < 140                 | 22°06′N 23°48′E       |
| Cratere di Arkenu 2            | Libia                                                     | 10            | < 140                 | 22°03′N 23°43′E       |
| Gebel Dalma                    | Libia                                                     | 2             | < 120                 | 25°19′N 24°19′E       |
| Bosumtwi                       | Ghana                                                     | 10,5          | 1,07                  | 6°30′N 1°25′W         |
| Gweni-Fada                     | Ciad                                                      | 14            | < 345                 | 17°25′N 21°45′E       |
| Kalkkop                        | Sudafrica                                                 | 0,64          | 0,25                  | 32°43′S 24°26′E       |
| Kamil                          | Egitto                                                    | 0,04          | <5.000 anni           | 22°01′06″N 26°05′16″E |
| Kgagodi                        | Botswana                                                  | 3,5           | < 180                 | 22°29′S 27°35′E       |
| Morokweng                      | Sudafrica                                                 | 70            | 145,0 ± 0,8           | 26°28′S 23°32′E       |
| Nadir                          | Oceano Atlantico, 400 km a ovest delle coste della Guinea | 8,5           | 64,98 ± 0,05 milioni  | 9°23′N 17°04′W        |
| Oasis                          | Libia                                                     | 18            | < 120                 | 24°35′N 24°24′E       |
| Ouarkziz                       | Algeria                                                   | 3,5           | < 70                  | 29°00′N 7°33′W        |
| Roter Kamm                     | Namibia                                                   | 2,5           | 3,7 ± 0,3             | 27°46′S 16°18′E       |
| Talemzane                      | Algeria                                                   | 1,75          | < 3                   | 33°19′N 4°02′E        |
| Tenoumer                       | Mauritania                                                | 1,9           | 0,0214 ± 0,0097       | 22°55′N 10°24′W       |
| Tin Bider                      | Algeria                                                   | 6             | < 70                  | 27°36′N 5°07′E        |
| Tswaing (era Pretoria Saltpan) | Sudafrica                                                 | 1,13          | 0,220 ± 0,052         | 25°24′S 28°05′E       |
| Vredefort                      | Sudafrica                                                 | 300           | 2023 ± 4 milioni      | 27°00′S 27°30′E       |

#### Crateri da impatto non confermati
| Nome   | Località           | Diametro [km] | Età (milioni di anni) | Coordinate      |
| ------ | ------------------ | ------------- | --------------------- | --------------- |
| Kebira | Gilf Kebir, Egitto | 31            | 100                   | 24°40′N 24°58′E |
| Sindo  | Nyanza, Kenya      | 12            | ??                    | 0°33′S 34°10′E  |

### America settentrionale

#### Canada
| Nome                                     | Località                 | Diametro | Età (anni)           | Coordinate       |
| ---------------------------------------- | ------------------------ | -------- | -------------------- | ---------------- |
| Brent                                    | Ontario                  | 3,8 km   | 396 ± 20 milioni     | 46°05′N 78°29′W  |
| Carswell                                 | Saskatchewan             | 39 km    | 115 ± 10 milioni     | 58°27′N 109°30′W |
| Charlevoix                               | Québec                   | 54 km    | 342 ± 15 milioni     | 47°32′N 70°18′W  |
| Couture                                  | Québec                   | 8 km     | 430 ± 25 milioni     | 60°08′N 75°20′W  |
| Deep Bay                                 | Saskatchewan             | 13 km    | 99 ± 4 milioni       | 56°24′N 102°59′W |
| Eagle Butte                              | Alberta                  | 10 km    | < 65 milioni         | 49°42′N 110°30′W |
| Elbow                                    | Saskatchewan             | 8 km     | 395 ± 25 milioni     | 50°59′N 106°43′W |
| Gow                                      | Saskatchewan             | 4 km     | < 250 milioni        | 56°27′N 104°29′W |
| Haughton                                 | Isola di Devon, Nunavut  | 23 km    | 39 milioni           | 75°23′N 89°40′W  |
| Holleford                                | Ontario                  | 2,35 km  | 550 ± 100 milioni    | 44°28′N 76°38′W  |
| Île Rouleau                              | Québec                   | 4 km     | < 300 milioni        | 50°41′N 73°53′W  |
| La Moinerie                              | Québec                   | 8 km     | 400 ± 50 milioni     | 57°26′N 66°37′W  |
| Lac à l'Eau Claire Est Clearwater East   | Québec                   | 26 km    | 290 ± 20 milioni     | 56°04′N 74°06′W  |
| Lac à l'Eau Claire Ouest Clearwater West | Québec                   | 36 km    | 290 ± 20 milioni     | 56°13′N 74°30′W  |
| Manicouagan                              | Québec                   | 100 km   | 214 ± 1 milioni      | 51°23′N 68°42′W  |
| Maple Creek                              | Saskatchewan             | 6 km     | < 75 milioni         | 49°48′N 109°06′W |
| Mistastin                                | Labrador                 | 28 km    | 36,4 ± 4 milioni     | 55°53′N 63°18′W  |
| Montagnais                               | Nuova Scozia             | 45 km    | 50,50 ± 0,76 milioni | 42°53′N 64°13′W  |
| Nicholson                                | Territori del Nord-Ovest | 12,5 km  | < 400 milioni        | 62°40′N 102°41′W |
| Nouveau-Québec New Quebec                | Québec                   | 3,44 km  | 1,4 ± 0,1 milioni    | 61°17′N 73°40′W  |
| Pilot                                    | Territori del Nord-Ovest | 6 km     | 445 ± 2 milioni      | 60°17′N 111°00′W |
| Presqu'île                               | Québec                   | 24 km    | < 500 milioni        | 49°43′N 74°48′W  |
| Saint Martin                             | Manitoba                 | 40 km    | 220 ± 32 milioni     | 51°47′N 98°32′W  |
| Slate Islands                            | Ontario                  | 30 km    | ~ 450 milioni        | 48°40′N 87°00′W  |
| Steen River                              | Alberta                  | 25 km    | 91 ± 7 milioni       | 59°30′N 117°38′W |
| Sudbury                                  | Ontario                  | 250 km   | 1850 ± 3 milioni     | 46°36′N 81°11′W  |
| Viewfield                                | Saskatchewan             | 2,5 km   | 190 ± 20 milioni     | 49°35′N 103°04′W |
| Wanapitei                                | Ontario                  | 7,5 km   | 37,2 ± 1,2 milioni   | 46°45′N 80°45′W  |
| West Hawk                                | Manitoba                 | 2,44 km  | 351 ± 20 milioni     | 49°46′N 95°11′W  |

#### Groenlandia
| Nome     | Località  | Diametro | Età (anni) | Coordinate      |
| -------- | --------- | -------- | ---------- | --------------- |
| Hiawatha | Avannaata | 31 km    | 12.000 ?   | 78°44′N 66°14′W |

#### Stati Uniti
| Nome           | Località            | Diametro  | Età (anni)         | Coordinate             |
| -------------- | ------------------- | --------- | ------------------ | ---------------------- |
| Alamo          | Nevada, Stati Uniti | 80 km     | 375 ± 3.0 milioni  | 37°40′12″N 115°19′48″W |
| Ames           | Oklahoma            | 16 km     | 470 ± 30 milioni   | 36°15′N 98°12′W        |
| Avak           | Alaska              | 12 km     | < 95 milioni       | 71°15′N 156°30′W       |
| Barringer      | Arizona             | 1,19 km   | 49.000 ± 3.000     | 35°02′N 111°01′W       |
| Beaverhead     | Idaho               | 75–150 km | ~ 900 milioni      | 44°15′N 114°00′W       |
| Calvin         | Michigan            | 8,5 km    | 450 ± 10 milioni   | 41°50′N 85°57′W        |
| Chesapeake Bay | Virginia            | 90 km     | 35,5 ± 0,3 milioni | 37°17′N 76°01′W        |
| Cloud Creek    | Wyoming             | 7 km      | 190 ± 30 milioni   | 43°07′N 106°45′W       |
| Crooked Creek  | Missouri            | 7 km      | 320 ± 80 milioni   | 37°50′N 91°23′W        |
| Decaturville   | Missouri            | 6 km      | < 300 milioni      | 37°54′N 92°43′W        |
| Des Plaines    | Illinois            | 8 km      | < 280 milioni      | 42°03′N 87°52′W        |
| Flynn Creek    | Tennessee           | 3,8 km    | 360 ± 20 milioni   | 36°17′N 85°40′W        |
| Glasford       | Illinois            | 4 km      | < 430 milioni      | 40°36′N 89°47′W        |
| Glover Bluff   | Wisconsin           | 8 km      | < 500 milioni      | 43°58′N 89°32′W        |
| Haviland       | Kansas              | 0,015 km  | < 1000             | 37°35′10″N 99°10′05″W  |
| Kentland       | Indiana             | 13 km     | < 97 milioni       | 40°45′N 87°24′W        |
| Manson         | Iowa                | 35 km     | 73,8 ± 0,3 milioni | 42°35′N 94°33′W        |
| Marquez        | Texas               | 12,7 km   | 58 ± 2 milioni     | 31°17′N 96°18′W        |
| Middlesboro    | Kentucky            | 6 km      | < 300 milioni      | 36°37′N 83°44′W        |
| Newporte       | Dakota del Nord     | 3,2 km    | < 500 milioni      | 48°58′N 101°58′W       |
| Odessa         | Texas               | 0,168 km  | < 50.000           | 31°45′22″N 102°28′45″W |
| Red Wing Creek | Dakota del Nord     | 9 km      | 200 ± 25 milioni   | 47°36′N 103°33′W       |
| Rock Elm       | Wisconsin           | 6 km      | < 505 milioni      | 44°43′N 92°14′W        |
| Serpent Mound  | Ohio                | 8 km      | < 320 milioni      | 39°02′N 83°24′W        |
| Sierra Madera  | Texas               | 13 km     | < 100 milioni      | 30°36′N 102°55′W       |
| Upheaval Dome  | Utah                | 10 km     | < 170 milioni      | 38°26′N 109°56′W       |
| Wells Creek    | Tennessee           | 12 km     | 200 ± 100 milioni  | 36°23′N 87°40′W        |
| Wetumpka       | Alabama             | 6,5 km    | 81,0 ± 1,5 milioni | 32°31′N 86°10′W        |

##### Crateri da impatto non confermati
| Nome              | Località                                      | Diametro | Età (anni)           | Coordinate       |
| ----------------- | --------------------------------------------- | -------- | -------------------- | ---------------- |
| Jeptha Knob       | Kentucky                                      | 4,3 km   | 425 milioni          | 38°11′N 85°07′W  |
| Panther Mountain  | New York                                      | 10 km    | 375 milioni          | 42°04′N 74°24′W  |
| Snows Island      | South Carolina                                | 11 km    | da 90 a 200 milioni  | 33°49′N 79°22′W  |
| Toms Canyon       | sottomarino, vicino alla costa del New Jersey | 19 km    | 35 milioni           | 39°08′N 72°51′W  |
| Victoria Island   | California                                    | 5,5 km   | 37–49 milioni        | 37°53′N 121°32′W |
| Weaubleau-Osceola | Missouri                                      | 19 km    | da 310 a 340 milioni | 37°59′N 93°38′W  |

### America centrale
| Nome      | Località         | Diametro   | Età (anni)           | Coordinate      |
| --------- | ---------------- | ---------- | -------------------- | --------------- |
| Chicxulub | Yucatán, Messico | 193–300 km | 64,98 ± 0,05 milioni | 21°20′N 89°30′W |

#### Crateri da impatto non confermati
| Nome               | Località  | Diametro   | Età (anni) | Coordinate      |
| ------------------ | --------- | ---------- | ---------- | --------------- |
| Struttura di Gatun | Panama    | 2,7–3,0 km | 20 milioni | 9°06′N 79°47′W  |
| Pantasma           | Nicaragua | 12 km      | Cenozoico  | 13°22′N 85°57′W |

### America meridionale
| Nome              | Località  | Diametro                      | Età (anni)            | Coordinate            |
| ----------------- | --------- | ----------------------------- | --------------------- | --------------------- |
| Araguainha        | Brasile   | 40 km                         | 244,40 ± 3,25 milioni | 16°47′S 52°59′W       |
| Campo del Cielo   | Argentina | 0,05 km                       | < 4000                | 27°36′36″S 61°40′48″W |
| Monturaqui        | Cile      | 0,46 km                       | < 1 milione           | 23°56′S 68°16′W       |
| Riachão Ring      | Brasile   | 4,5 km                        | < 200 milioni         | 7°43′S 46°39′W        |
| Rio Cuarto        | Argentina | 4,5 km (il più grande dei 10) | < 100.000             | 32°53′S 64°14′W       |
| Serra da Cangalha | Brasile   | 12 km                         | < 300 milioni         | 8°05′S 46°52′W        |
| Vargeão Dome      | Brasile   | 12 km                         | < 70 milioni          | 26°50′S 52°07′W       |
| Vista Alegre      | Brasile   | 9,5 km                        | < 65 milioni          | 25°57′S 52°41′W       |

#### Crateri da impatto non confermati
| Nome      | Località           | Diametro | Età (anni) | Coordinate      |
| --------- | ------------------ | -------- | ---------- | --------------- |
| Iturralde | Bolivia            | 8 km     | 11–30.000  | 12°35′S 67°40′W |
| El Sauce  | Neuquén, Argentina | 20 km    | ?          | 39°06′S 69°57′W |

### Asia
| Nome                | Località                       | Diametro            | Età (anni)         | Coordinate             |
| ------------------- | ------------------------------ | ------------------- | ------------------ | ---------------------- |
| Beyenchime-Salaatin | Russia                         | 8 km                | 40 ± 20 milioni    | 71°00′N 121°40′E       |
| Bigach              | Kazakistan                     | 8 km                | 5 ± 3 milioni      | 48°34′N 82°01′E        |
| Čeko                | Krasnojarsk, Russia            | 708 m               | 108                | 60°57′N 101°51′E       |
| Chiyli              | Kazakistan                     | 5,5 km              | 46 ± 7 milioni     | 49°10′N 57°51′E        |
| Chukcha             | Russia                         | 6 km                | < 70 milioni       | 75°42′N 97°48′E        |
| El'gygytgyn         | Russia                         | 18 km               | 3,5 ± 0,5 milioni  | 67°30′N 172°05′E       |
| Kara-Kul            | Tagikistan                     | 52 km               | < 5 milioni        | 39°01′N 73°27′E        |
| Logancha            | Russia                         | 20 km               | 40 ± 20 milioni    | 65°31′N 95°56′E        |
| Lonar               | Buldhana, India                | 1,83 km             | 52.000 ± 6.000     | 19°58′N 76°31′E        |
| Macha               | Russia                         | 0,3 km              | < 7000             | 60°05′16″N 117°39′11″E |
| Popigai             | Siberia, Russia                | 100 km              | 35,7 ± 0,2 milioni | 71°39′N 111°11′E       |
| Ragozinka           | Russia                         | 9 km                | 46 ± 3 milioni     | 58°44′N 61°48′E        |
| Sikhote-Alin        | Territorio di Primorje, Russia | 0,026 km (maggiore) | 78                 | 46°07′N 134°40′E       |
| Sobolev             | Russia                         | 0,053 km            | < 1000             | 46°18′N 137°52′E       |
| Tabun-Khara-Obo     | Mongolia                       | 1,3 km              | 150 ± 20 milioni   | 44°08′N 109°39′E       |
| Wabar               | Arabia Saudita                 | 0,116 km            | 161                | 21°30′N 50°28′E        |
| Zhamanshin          | Kazakistan                     | 14 km               | 900.000 ± 100.000  | 48°24′N 60°58′E        |

#### Crateri da impatto non confermati
| Nome                | Località                                                    | Diametro     | Età (anni)  | Coordinate      |
| ------------------- | ----------------------------------------------------------- | ------------ | ----------- | --------------- |
| Shiva               | Oceano Indiano, ad ovest dell'India                         | 600 x 400 km | 65 milioni  | 18°40′N 70°14′E |
| Jabal Waqf es Swwan | Giordania                                                   | 5,5 km       | Cenozoico ? | 31°03′N 36°48′E |
| Umm al Binni        | Iraq                                                        | 3,4 km       | <5.000 anni | 31°08′N 47°04′E |
| Burckle             | Oceano Indiano, tra il Madagascar e l'Australia Occidentale | 29 km        | <5.000 anni | 30°52′S 61°22′E |

### Europa
| Nome            | Località                           | Diametro                      | Età (anni)           | Coordinate      |
| --------------- | ---------------------------------- | ----------------------------- | -------------------- | --------------- |
| Bovtyš          | Ucraina                            | 24 km                         | 65,17 ± 0,64 milioni | 48°45′N 32°10′E |
| Dellen          | Svezia                             | 19 km                         | 89,0 ± 2,7 milioni   | 61°51′N 16°42′E |
| Dobele          | Lettonia                           | 4,5 km                        | 290 ± 35 milioni     | 56°35′N 23°15′E |
| Gardnos         | Norvegia                           | 5 km                          | 500 ± 10 milioni     | 60°39′N 9°00′E  |
| Granby          | Svezia                             | 3 km                          | ~ 470 milioni        | 58°25′N 14°56′E |
| Gusev           | Russia                             | 3 km                          | 49,0 ± 0,2 milioni   | 48°26′N 40°32′E |
| Ilumetsa        | Estonia                            | 0,08 km                       | > 6600               | 57°58′N 27°25′E |
| Ilyinets        | Ucraina                            | 8,5 km                        | 378 ± 5 milioni      | 49°07′N 29°06′E |
| Iso-Naakkima    | Finlandia                          | 3 km                          | > 1 miliardi         | 62°11′N 27°09′E |
| Jänisjärvi      | Russia                             | 14 km                         | 700 ± 5 milioni      | 61°58′N 30°55′E |
| Kaali           | Estonia                            | 0,11 km (il più largo dei 9)  | 4000 ± 1000 anni     | 58°24′N 22°40′E |
| Kaluga          | Russia                             | 15 km                         | 380 ± 5 milioni      | 54°30′N 36°12′E |
| Kamensk         | Russia                             | 25 km                         | 49,0 ± 0,2 milioni   | 48°21′N 40°30′E |
| Kara            | Russia                             | 65 km                         | 70,3 ± 2,2 milioni   | 69°06′N 64°09′E |
| Kärdla          | Estonia                            | 4 km                          | ~ 455 milioni        | 59°01′N 22°46′E |
| Karikkoselkä    | Finlandia                          | 1,4 km (or 2,4 km?)           | ~ 230 milioni        | 62°13′N 25°15′E |
| Karla           | Russia                             | 10 km                         | 5 ± 1 milioni        | 54°55′N 48°02′E |
| Keurusselkä     | Finlandia                          | 30 km                         | < 1,8 miliardo       | 62°08′N 24°36′E |
| Kursk           | Russia                             | 6 km                          | 250 ± 80 milioni     | 51°42′N 36°00′E |
| Lappajärvi      | Finlandia                          | 23 km                         | 77,85 ± 0,78 milioni | 63°12′N 23°42′E |
| Lockne          | Svezia                             | 7,5 km                        | 455 milioni          | 63°00′N 14°49′E |
| Logoisk         | Bielorussia                        | 15 km                         | 42,3 ± 1,1 milioni   | 54°12′N 27°48′E |
| Lumparn         | Finlandia                          | 9 km                          | ~ 1 miliardo         | 60°09′N 20°06′E |
| Mien            | Svezia                             | 9 km                          | 121,0 ± 2,3 milioni  | 56°25′N 14°52′E |
| Mishina Gora    | Russia                             | 2,5 km                        | 300 ± 50 milioni     | 58°43′N 28°03′E |
| Mizarai         | Lituania                           | 5 km                          | 500 ± 20 milioni     | 54°01′N 23°54′E |
| Mjølnir         | Mare di Barents, Norvegia          | 40 km                         | 142,0 ± 2,6 milioni  | 73°48′N 29°40′E |
| Morasko         | Polonia                            | 0,10 km (il più grande dei 7) | ~ 5.000 anni         | 52°29′N 16°54′E |
| Neugrund        | Estonia                            | 8 km                          | ~ 470 milioni        | 59°20′N 23°40′E |
| Nördlingen      | Germania                           | 25 km                         | 14,8 milioni         | 48°53′N 10°34′E |
| Obolon'         | Ucraina                            | 20 km                         | 169 ± 7 milioni      | 49°35′N 32°55′E |
| Paasselkä       | Finlandia                          | 10 km                         | < 1,8 miliardi       | 62°09′N 29°25′E |
| Puchezh-Katunki | Oblast' di Nižnij Novgorod, Russia | 80 km                         | 167 ± 3 milioni      | 56°58′N 43°43′E |
| Rochechouart    | Francia                            | 23 km                         | 214 ± 8 milioni      | 45°49′N 0°47′E  |
| Rotmistrovka    | Ucraina                            | 2,7 km                        | 120 ± 10 milioni     | 49°00′N 32°00′E |
| Saarijärvi      | Finlandia                          | 1,5 km                        | > 600 milioni        | 65°17′N 28°23′E |
| Shunak          | Kazakistan                         | 2,8 km                        | 45 ± 10 milioni      | 47°13′N 72°46′E |
| Siljan          | Svezia                             | 52 km                         | 376,8 ± 1,7 milioni  | 61°02′N 14°52′E |
| Steinheim       | Germania                           | 3,8 km                        | 15 ± 1 milioni       | 48°41′N 10°04′E |
| Suavjärvi       | Russia                             | 16 km                         | ~ 2.4 miliardi       | 63°07′N 33°23′E |
| Suvasvesi North | Finlandia                          | 4 km                          | < 1000 milioni       | 62°42′N 28°10′E |
| Sääksjärvi      | Finlandia                          | 6 km                          | ~ 560 milioni        | 61°24′N 22°24′E |
| Söderfjärden    | Finlandia                          | 6,6 km                        | ~ 600 milioni        | 63°00′N 21°34′E |
| Ternovka        | Ucraina                            | 11 km                         | 280 ± 10 milioni     | 48°08′N 33°31′E |
| Tvären          | Svezia                             | 2 km                          | ~ 455 milioni        | 58°46′N 17°25′E |
| Vepriai         | Lituania                           | 8 km                          | > 160 ± 10 milioni   | 55°05′N 24°35′E |
| Zapadnaya       | Ucraina                            | 3,2 km                        | 165 ± 5 milioni      | 49°44′N 29°00′E |
| Zeleny Gai      | Ucraina                            | 3,5 km                        | 80 ± 20 milioni      | 48°04′N 32°45′E |

#### Crateri da impatto non confermati
| Nome         | Località                                  | Diametro                           | Età (anni)      | Coordinate                 |
| ------------ | ----------------------------------------- | ---------------------------------- | --------------- | -------------------------- |
| Castelcivita | Castelcivita, Campania, Italia            | 100 m                              | 10.000          | 40°29′20″N 15°15′14″E      |
| Silverpit    | Mar del Nord, nei pressi dell'Inghilterra | 8 km                               | 60 ± 15 milioni | 54°14′N 1°51′E             |
| Sirente      | Secinaro, Abruzzo, Italia                 | 140 x 115 m                        | ?1500           | 42°10′38″N 13°35′45″E      |
| Chiemgau     | Baviera, Germania                         | il più largo: 400 m, profondo 17 m | ?500 anni A.C.  | 47°50′48.3″N 12°34′05.25″E |

### Oceania ed Antartide
| Nome                                    | Località              | Diametro  | Età (anni)          | Coordinate       |
| --------------------------------------- | --------------------- | --------- | ------------------- | ---------------- |
| Acraman                                 | Australia Meridionale | 90 km     | ~590 milioni        | 32°01′S 135°27′E |
| Amelia Creek                            | Territorio del Nord   | 20 km     | 1660 - 600 milioni  | 20°55′S 134°50′E |
| Boxhole                                 | Territorio del Nord   | 0,17 km   | 54.000 ± 1.500      | 22°37′S 135°12′E |
| Connolly Basin                          | Australia Occidentale | 9 km      | < 60 milioni        | 23°32′S 124°45′E |
| Crawford                                | Australia Meridionale | 8,5 km    | > 35 milioni        | 34°43′S 139°02′E |
| Dalgaranga                              | Australia Occidentale | 0,024 km  | ~3000               | 27°38′S 117°17′E |
| Flaxman                                 | Australia Meridionale | 10 km     | > 35 milioni        | 34°37′S 139°04′E |
| Foelsche                                | Territorio del Nord   | 6 km      | > 545 milioni       | 16°40′S 136°47′E |
| Glikson                                 | Australia Occidentale | ~19 km    | < 508 milioni       | 23°59′S 121°34′E |
| Goat Paddock                            | Australia Occidentale | 5,1 km    | < 50 milioni        | 18°20′S 126°40′E |
| Gosse Bluff                             | Territorio del Nord   | 22 km     | 142,5 ± 0,8 milioni | 23°49′S 132°19′E |
| Goyder                                  | Territorio del Nord   | 3 km      | < 1,4 milioni       | 13°09′S 135°02′E |
| Henbury                                 | Territorio del Nord   | 0,157 km  | 4200 ± 1900         | 24°34′S 133°08′E |
| Kelly West                              | Territorio del Nord   | 10 km     | > 550 milioni       | 19°56′S 133°57′E |
| Lawn Hill                               | Queensland            | 18 km     | > 515 milioni       | 18°40′S 138°39′E |
| Liverpool                               | Territorio del Nord   | 1,6 km    | 1000 - 543 milioni  | 12°24′S 134°03′E |
| Mount Toondina                          | Australia Meridionale | 4 km      | < 110 milioni       | 27°57′S 135°22′E |
| Piccaninny                              | Australia Occidentale | 7 km      | < 360 milioni       | 17°26′S 128°26′E |
| Shoemaker (precedentemente Teague Ring) | Australia Occidentale | 30 km     | Proterozoico        | 25°52′S 120°53′E |
| Spider                                  | Australia Occidentale | 13 km     | > 570 milioni       | 16°44′S 126°05′E |
| Strangways                              | Territorio del Nord   | 25 km     | 646 ± 42 milioni    | 15°12′S 133°35′E |
| Tookoonooka                             | Queensland            | 55 km     | 128 ± 5 milioni     | 27°07′S 142°50′E |
| Veevers                                 | Australia Occidentale | 0,08 km   | < 20.000            | 22°58′S 125°22′E |
| Wolfe Creek                             | Australia Occidentale | 0,875 km  | 300.000             | 19°10′S 127°48′E |
| Woodleigh                               | Australia Occidentale | 60–120 km | 364 ± 8 milioni     | 26°03′S 114°40′E |
| Yarrabubba                              | Australia Occidentale | 30 km     | ~ 2 miliardi        | 27°10′S 118°50′E |

#### Crateri da impatto non confermati
| Nome            | Località                                         | Diametro  | Età (anni)           | Coordinate       |
| --------------- | ------------------------------------------------ | --------- | -------------------- | ---------------- |
| Bedout          | Oceano Indiano, vicino all'Australia Occidentale | 200 km    | 250 milioni          | 18°S 119°E       |
| Darwin          | Tasmania                                         | 1,2 km    | 816.000 ± 7.000 anni | 42°19′S 145°40′E |
| Mahuika         | Oceano Pacifico, a sud della Nuova Zelanda       | 20 ± 2 km | 582 anni             | 48°18′S 166°24′E |
| Terra di Wilkes | Terra di Wilkes, Antartide                       | 485 km    | <500 milioni?        | 70°S 120°E       |